# Короли улиц
«Короли улиц» (англ. Street Kings) — американский криминальный триллер 2008 года. Рабочее название фильма было «Ночной дозорный» (The Night Watchman), но 5 февраля 2008 года компания-дистрибьютор изменила его на «Короли улиц».

## Сюжет
Том Ладлоу — полицейский-"ковбой" из Уилширского отдела нравов полиции Лос-Анджелеса. Он не следует полицейским процедурам, а просто убивает без суда и следствия бандитов. Всё это он делает с ведома и согласия своего начальника, капитана Джека Уандера, и других офицеров из своего отдела, которые помогают Ладлоу скрыть его несоблюдения подобающих процедур.
Детектив Терренс Уошингтон, бывший напарник Тома, сдаёт его капитану Джеймсу Биггсу из отдела внутренних расследований, который начинает расследование деятельности Ладлоу и всего отдела. Узнав о предательстве Уошингтона, Ладлоу намеревается по-мужски с ним поговорить, но его опережают два бандита, которые расстреливают Терренса, и тот умирает на руках Тома. Капитан Уандер фабрикует улики с места преступления, чтобы выгородить Ладлоу, которого могут обвинить в убийстве, но это означает, что настоящие преступники так и не предстанут перед законом.
Чувствуя себя виноватым в смерти Уошингтона, Ладлоу решает отомстить убийцам и объединяет усилия с молодым детективом Полом Дискантом, работающим над делом. Они выясняют, что на месте преступления были найдены следы ДНК двух известных преступников, Фремонта и Коутса. По ночам Ладлоу с Дискантом ведут тайное расследование в гетто, но находят лишь трупы Фремонта и Коутса, которые были убиты задолго до убийства Уошингтона. Тогда через мелкого наркоторговца Скриббла они договариваются о встрече с теми, кто выдаёт себя за Фремонта и Коутса, а сами выдают себя за продажных полицейских, решивших сбыть наркотики.
Во время встречи начинается перестрелка, в результате которой Дискант, бандиты и Скриббл погибают. Ладлоу приезжает домой к своей девушке Грейс и видит в теленовостях сообщение об убийстве двух помощников шерифа, в котором полиция подозревает его. Вскоре в дом вламываются детективы Космо Сантос и Данте Демилл, работающие с Ладлоу. Они арестовывают Тома, но на самом деле везут его за город, чтобы убить. От них он узнаёт, что за убийством Уошингтона стоит Уандер. Ладлоу ухитряется убить своих похитителей, после чего он едет домой к вдове Уошингтона, Линде. Там он обнаруживает ещё одного своего коллегу, сержанта Майка Клэйди, пытающегося изнасиловать вдову. Том оглушает его и запихивает в багажник.
Явившись домой к капитану Уандеру, Том заставляет его раскрыть карты. Оказывается, капитан годами использовал своё положение для совершения преступлений, накапливал деньги и власть, и был тайным королём улиц Лос-Анджелеса. Он многое знал о грязных делах власть имущих города и оттого имел над ними власть. Узнав правду, Ладлоу убивает Уандера. Вскоре появляется капитан Биггс, который рассказывает Тому, что сам является коррумпированным полицейским, работающим на тех, кто был недоволен Уандером, и что Ладлоу был всего лишь инструментом в руках больших шишек города, которых шантажировал Уандер. Убив Уандера, Ладлоу оказал всем большую услугу.

## В ролях
- Киану Ривз —  Том Ладлоу
- Форест Уитакер — капитан Джек Уандер
- Хью Лори — капитан Джеймс Биггс
- Крис Эванс — детектив Пол Дискант
- Терри Крюс — Терренс Уошингтон
- Наоми Харрис — Линда Уошингтон
- Седрик «Развлекатель» — Скриббл
- Амори Ноласко — детектив Космо Сантос
- Джон Корбетт — детектив Данте Демилл
- Кле Шахид Слоан — Фремонт
- Common — Коутс
- Джей Мор — сержант Майк Клэйди
- Марта Игареда — Грейс Гарсия
- Game — Грилл
- Кеннет Чой[англ.] — Босс Ким

## Сборы
Бюджет фильма составил 20 млн. $. В прокате с 11 апреля по 17 июля 2008 года. В первые выходные собрал 12,469,631 $ (2 место). Наибольшее число показов в 2,469 кинотеатрах единовременно. За время проката собрал в мире 65,572,887 $ (80 место по итогам года) из них 26,418,667 $ в США (104 место по итогам года) и 39,154,220 $ в остальном мире. В странах СНГ фильм шёл с 17 апреля по 2 ноября 2008 года и собрал 1,160,779 $.

### Критика
- «Типа крутые легавые». Рецензия на Filmz.ru
- Рецензия сайта Мировое кино
- Рецензия на Фильмофильм.ру